# Mùa bão Tây Bắc Thái Bình Dương 1980
Mùa bão Tây Bắc Thái Bình Dương 1980 không có giới hạn chính thức; nó diễn ra trong suốt năm 1980, nhưng hầu hết các xoáy thuận nhiệt đới có xu hướng hình thành trên Tây Bắc Thái Bình Dương trong khoảng giữa tháng 5 và tháng 11. Những thời điểm quy ước phân định khoảng thời gian tập trung hầu hết số lượng xoáy thuận nhiệt đới hình thành mỗi năm ở Tây Bắc Thái Bình Dương.
Phạm vi của bài viết này chỉ giới hạn ở Thái Bình Dương, khu vực nằm ở phía Bắc xích đạo và phía Tây đường đổi ngày quốc tế. Những cơn bão hình thành ở khu vực phía Đông đường đổi ngày quốc tế và phía Bắc xích đạo thuộc về Mùa bão Đông Bắc Thái Bình Dương 1980. Bão nhiệt đới hình thành ở toàn bộ khu vực Tây Bắc Thái Bình Dương sẽ được đặt tên bởi Trung tâm Cảnh báo Bão Liên hợp  JTWC . Áp thấp nhiệt đới ở khu vực này sẽ có thêm hậu tố "W" phía sau số thứ tự của chúng. Áp thấp nhiệt đới trở lên hình thành hoặc đi vào khu vực mà Philippines theo dõi cũng sẽ được đặt tên bởi Cục quản lý Thiên văn, Địa vật lý và Khí quyển Philippines  PAGASA . Đó là lý do khiến cho nhiều trường hợp, một cơn bão có hai tên gọi khác nhau.

## Tóm lược mùa bão
Có tổng cộng 28 áp thấp nhiệt đới hình thành trong năm trên Tây Bắc Thái Bình Dương. 24 trong số chúng trở thành những cơn bão nhiệt đới, 15 đạt cường độ bão cuồng phong và 2 đạt cấp độ siêu bão. Đã có 7 xoáy thuận nhiệt đới di chuyển qua Philippines trong mùa bão này

## Các cơn bão

### Bão Kim (Osang) - bão số 5
Giống như Joe, Kim hình thành từ rãnh thấp gần xích đạo trong ngày 19 tháng 7. Di chuyển nhanh chóng về phía Tây, hệ thống mạnh lên thành bão nhiệt đới vào ngày 21 và bão cuồng phong vào ngày 23. Trong ngày 24, Kim tăng cường mạnh mẽ thành một siêu bão với vận tốc gió 150 dặm/giờ, nhưng dòng thổi vào của nó đã bị chặn đứt bởi đất liền Philippines ở phía Tây Nam. Sau khi suy yếu, vận tốc gió giảm xuống 115 dặm/giờ, Kim đổ bộ lên Luzon trong ngày 25, chỉ mới vài ngày sau khi Joe và một áp thấp nhiệt đới khác tấn công địa điểm tương tự. Tiếp tục di chuyển theo hướng Tây Bắc, nhưng với hoàn lưu bị gián đoạn, nó chỉ có thể duy trì cường độ bão nhiệt đới cho đến khi đổ bộ vào miền Nam Trung Quốc trong ngày 27, địa điểm cách Hong Kong 90 dặm về phía Đông Bắc. Bão Kim đã trút xuống những trận mưa xối xả gây ra lũ lớn, với 15 người thiệt mạng và hàng trăm ngàn người mất nhà cửa, cùng tổn thất trong khoảng từ trung bình đến lớn. Con số thiệt hại chính xác đã không được biết đến, do Joe và một áp thấp nhiệt đới khác cũng đổ bộ lên cùng địa điểm vài ngày trước.

### Bão Orchid (Toyang)
Một rãnh gió mùa đã sản sinh ra một áp thấp nhiệt đới vào ngày 1 tháng 9. Hệ thống di chuyển theo hướng Tây Bắc, duy trì bất tổ chức và tan trong ngày mùng 5. Sau đó, một áp thấp nhiệt đới khác đã hình thành ở phía Đông vùng hoàn lưu cũ, nhanh chóng trở thành hoàn lưu chính và mạnh lên thành bão nhiệt đới vào ngày hôm sau. Đến ngày mùng 9, Orchid đạt cấp độ bão cuồng phong trước khi đạt đỉnh với vận tốc gió 95 dặm/giờ trong ngày mùng 10. Sang sáng sớm ngày 11, cơn bão tấn công vùng Tây Nam Nhật Bản trước khi chuyển đổi thành xoáy thuận ngoại nhiệt đới trên biển Nhật Bản trong cùng ngày. Orchid đã gây thiệt hại đáng kể, khiến ít nhất 9 người chết và 112 người khác mất tích. Vào ngày 10 tháng 9; tàu chở quặng, hàng rời và dầu MV Derbyshire, một con tàu lớn với trọng tải đăng ký toàn phần 91.655 tấn đã bị mất tích. Tất cả 44 người có mặt trên tàu đều đã thiệt mạng, nguyên nhân là do Orchid.

### Bão Percy (Undang)
Vào ngày 18 tháng 9 bão Percy với vận tốc gió 140 dặm/giờ đã đi sượt qua miền Nam Đài Loan. Một ngày sau, Percy, lúc này đã suy yếu trầm trọng xuống chỉ còn bão nhiệt đới, đổ bộ vào vùng Đông Nam Trung Quốc với vận tốc gió 50 dặm/giờ, trước khi tan vào đêm hôm đó. Có bảy người thiệt mạng do bão, tổn thất là trung bình.

### Bão nhiệt đới Ruth - bão số 6
Một áp thấp gió mùa (monsoon depression) đã chuyển đổi thành một áp thấp nhiệt đới trong ngày 13 tháng 9 trên Biển Đông. Hệ thống ban đầu di chuyển về phía Nam, sau đó chuyển sang hướng Tây - Tây Bắc và đạt cường độ bão nhiệt đới vào cuối ngày 13. Ruth vượt đảo Hải Nam trong hai ngày 14 và 15, mạnh lên thành bão cuồng phong vào cuối ngày 15.
Bão số 6 đổ bộ vào huyện Quảng Xương tỉnh Thanh Hóa vào 5-6h sáng ngày 16/9 (giờ Việt Nam), theo hướng Tây Nam, quần thảo tỉnh này trong ngày 16/9 trước khi suy yếu và tan trên khu vực Trung Lào ngày hôm sau. Cơn bão đã gây gió mạnh cấp 9-10 trên phạm vi rộng tại Bắc Bộ và Bắc Trung Bộ, ngoài ra còn kèm theo không khí lạnh gây mưa lớn tại các tỉnh Hà Nam Ninh, Thanh Hóa và Bắc Nghệ Tĩnh (trong đó dữ dội nhất tại Thanh Hóa, làm vỡ 12 đoạn đê biển), khiến gần nửa triệu người mất nhà cửa, với 106 trường hợp thiệt mạng hoặc mất tích tại Việt Nam, chủ yếu tại Thanh Hóa. Đây là một trong những cơn bão lịch sử ở Thanh Hóa.

### Bão Betty (Aring)
Bão Betty hình thành vào ngày 28 tháng 10. Đến ngày 4 tháng 11, Betty tấn công Luzon khi là một cơn bão rất mạnh với sức gió 145 dặm/giờ. Sau đó Betty chuyển hướng Bắc, suy yếu và trở thành xoáy thuận ngoại nhiệt đới vào ngày mùng 7. Lũ lụt và thiệt hại trên diện rộng từ cơn bão đã khiến 81 người chết và hàng ngàn người mất nhà cửa.

## Số hiệu cơn bão tại Việt Nam
Dưới đây là các cơn bão đc đặt số hiệu trên Biển Đông năm 1980 kèm vùng đổ bộ.
- Bão số 1 (Georgia) đổ bộ Nam Trung Quốc
- Bão số 2 (Herbert) đổ bộ Phía Bắc tỉnh Quảng Ninh
- Bão số 3 (Ida) đổ bộ Nam Trung Quốc
- Bão số 4 (Joe) đổ bộ phía Bắc thành phố Hải Phòng
- Bão số 5 (Kim) đổ bộ Nam Trung Quốc
- Bão số 6 (Ruth) đổ bộ vào tỉnh Thanh Hóa
- Bão số 7 (Cary) đổ bộ Khánh Hòa